# Rezerwat przyrody Kokorycz
Rezerwat przyrody „Kokorycz” – rezerwat leśny o powierzchni 44,28 ha w granicach gminy Grodków w powiecie brzeskim. Powstał na mocy rozporządzenia wojewody opolskiego z dnia 21 stycznia 2000 roku. Rezerwat położony jest na zachodnim brzegu Nysy Kłodzkiej. Wraz z położonym 1,3 km na południe rezerwatem „Dębina” obejmuje dobrze zachowane fragmenty grądów (objęte również ochroną na większej powierzchni w ramach obszaru siedliskowego sieci Natura 2000 „Opolska Dolina Nysy Kłodzkiej”).

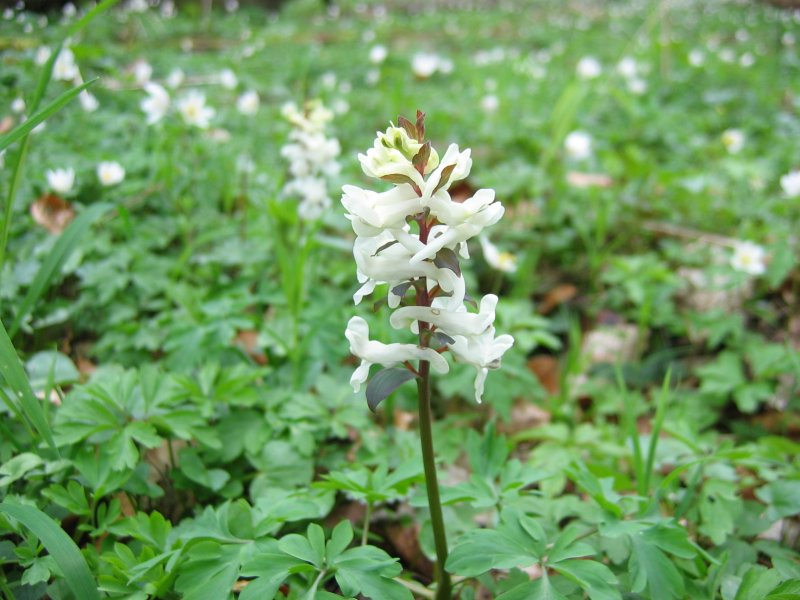
Kokorycz pusta (Corydalis cava)

Drzewostan rezerwatu tworzy 120-letni las dębowy z domieszką lipy, grabu i klonu. Ważnym elementem rezerwatu są rosnące w nim rzadkie rośliny runa. Występują tu między innymi objęte ochroną gatunkową geofity: śnieżyczka przebiśnieg, pierwiosnek wyniosły, kokorycz pusta oraz czosnek niedźwiedzi. Teren rezerwatów jest też ostoją dla rzadkich, ale nie podlegających ochronie gatunkowej roślin, m.in. dziurawca kosmatego i kokoryczy wątłej. Łącznie na terenie rezerwatu stwierdzono 111 gatunków roślin naczyniowych.
Fauna rezerwatu została lepiej poznana jedynie w przypadku ptaków – zaobserwowano tu 47 ich gatunków. Wiele z nich to rzadkie ptaki dziuplaste związane ze starodrzewiem, takie jak siniak, dzięcioł zielonosiwy, dzięcioł czarny, dzięcioł średni i muchołówka białoszyja. Nad Nysą Kłodzką występują: zimorodek i sieweczka rzeczna. Teriofauna i entomofauna rezerwatu została jak dotąd poznana fragmentarycznie – obserwowano tu wydrę i żerujące nietoperze.
Rezerwat leży na terenie leśnictwa Głębocko w Nadleśnictwie Tułowice. Nadzór sprawuje Regionalny Dyrektor Ochrony Środowiska w Opolu. Na mocy obowiązującego planu ochrony ustanowionego w 2014 roku, obszar rezerwatu objęty jest ochroną czynną.
Na przeciwległym brzegu Nysy Kłodzkiej w odległości niespełna 0,5 km znajduje się użytek ekologiczny „Iglica” powołany dla ochrony miejsca rozrodu i całorocznego przebywania rzadkiej ważki iglicy małej.
Do rezerwatu można dotrzeć drogą asfaltową od strony miejscowości Głębocko. Niewielka zatoczka (parking dla kilku samochodów) znajduje się przy granicy rezerwatu. Przez teren rezerwatu biegnie droga wyłączona z ruchu samochodowego (atrakcyjna trasa rowerowa). Rezerwat najpiękniej prezentuje się w okresie wczesnowiosennym (marzec-kwiecień), kiedy masowo kwitną kolejne gatunki roślin runa.